# Toxophora coeruleiventris
Toxophora coeruleiventris är en tvåvingeart som beskrevs av Karsch 1887. Toxophora coeruleiventris ingår i släktet Toxophora och familjen svävflugor. Inga underarter finns listade i Catalogue of Life.